# Domenico Giambonini
Domenico Giambonini (* 11. November 1868 in Lugano; † 8. August 1956 in Bellinzona) war ein Schweizer Sportschütze.

## Erfolge
Domenico Giambonini nahm an den Olympischen Spielen 1920 in Antwerpen in zwei Disziplinen teil. In der Mannschaftskonkurrenz mit dem Armeerevolver über 30 m platzierte er sich gemeinsam mit Joseph Jehle, Hans Egli, Gustave Amoudruz und Fritz Zulauf hinter den Vereinigten Staaten und Griechenland auf dem dritten Rang. Mit 240 Punkten war Giambonini der schwächste Schütze der Mannschaft. Den Mannschaftswettbewerb mit dem Armeerevolver über 50 m beendete er auf dem neunten Platz.
Ein Jahr darauf wurde er in Lyon mit der Freien Pistole im Mannschaftswettbewerb Vizeweltmeister.